# Northumberland House

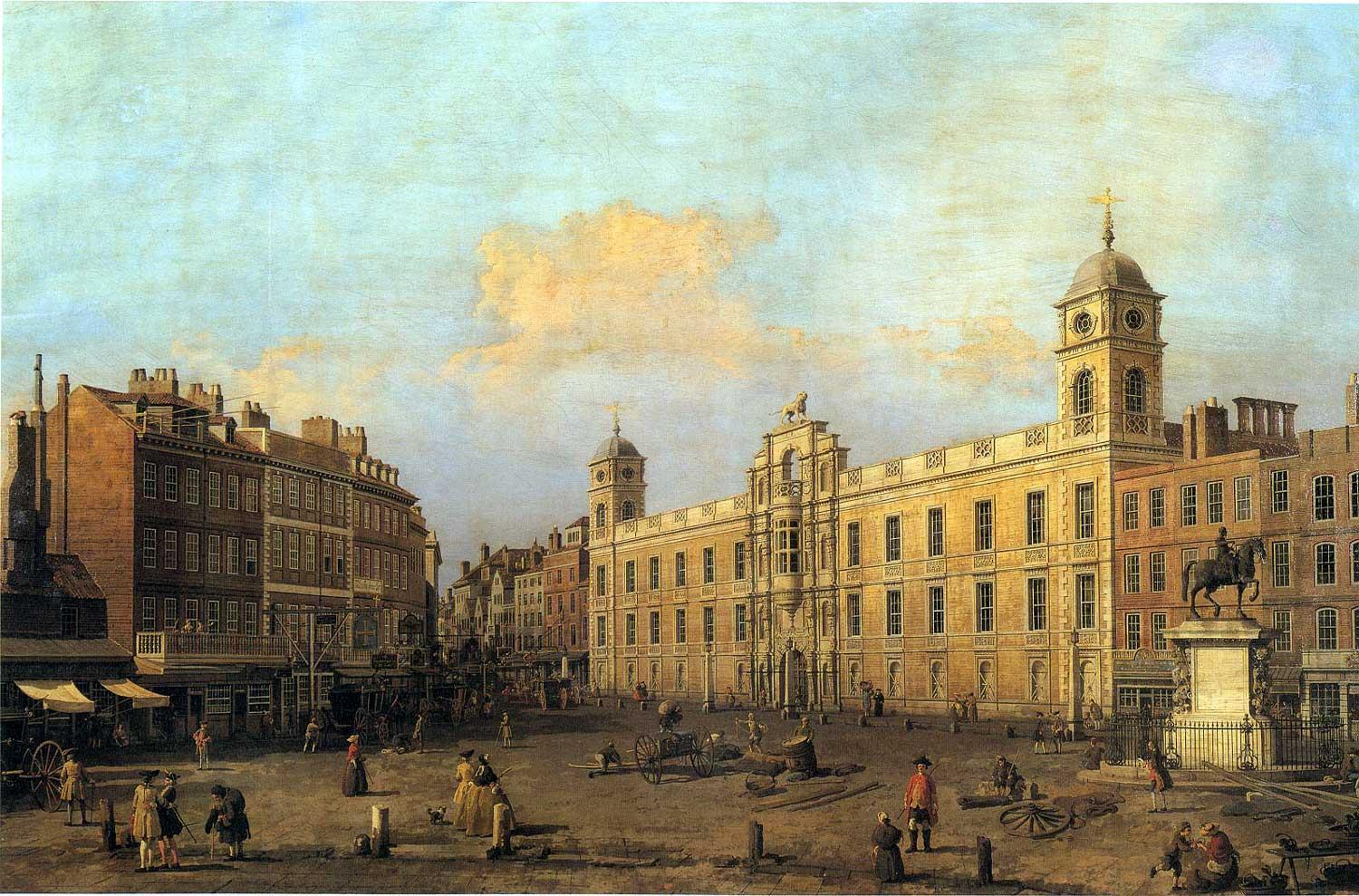
Northumberland House, målning av Canaletto 1752.

Northumberland House var ett stadspalats i London. Det fungerade som stadsresidens för familjerna Howard och Percy (earlerna, senare hertigarna av Northumberland) i över 250 år. 
Det byggdes 1605 på uppdrag av Henry Howard, 1:e earl av Northampton, efter ritningar av en okänd arkitekt. Palatset låg vid västra änden av the Strand, med utsikt över Trafalgar Square. Området längs the Strand var länge ett exklusivt område med många residens för adelsfamiljer. 
Northumberland House revs 1874 då man ville utvidga området runt Trafalgar Square. På en del av dess område byggde man Victoria Hotel, som ändrade namn till Northumberland House efter andra världskriget.